# Moosella
Moosella is een geslacht van kreeftachtigen uit de klasse van de Ostracoda (mosselkreeftjes).

## Soorten
- Moosella anterosulcata Herrig, 1976 †
- Moosella cochinensis Jain, 1981
- Moosella cochinesis Jain, 1981
- Moosella striata Hartmann, 1964